# Савойське герцогство
Саво́йське ге́рцогство (лат. Ducatus Sabaudiae, італ. Ducato di Savoia, фр. Duché de Savoie) —  монархічна держава в Західній Європі, що існувала у 1416—1806 роках. У часи найбільшого розширення займало терени північно-західної Італії, південно-східної Франції та незначну територію південно-західної Швейцарії. Входило до складу Священної Римської імперії. Керувалася герцогами з Савойської династії. 1713 року перетворене на Сардинське королівство, в 1860 р. було розділене між Францією та Італією.

## Історія

### Савойське графство
На момент свого заснування в 1388 році, Савойське графство не мало виходу до моря, проте поступово до його складу було включено кілька кілометрів берегової лінії навколо Ніцци. Окрім цих територіальних здобутків, XIV століття було періодом стагнації — тиск з боку сусідніх держав, особливо Франції, стримував розвиток Савої.

### XV століття. Савойське герцогство

Савоя в 1494 (позначено червоним)

Герцогство утворилося в 1416 році, коли імператор Священної Римської імперії Сигізмунд I надав титул герцога графу Амадею VIII в нагороду за сприяння імператору в боротьбі з гуситами.  На той час територія герцогства складалася з Сен-Жан-де-Мор'єнн, П'ємонту та Валле-д'Аоста.
Правління Амадея VIII стало поворотною точкою в історії Савойського герцогства, докорінно змінивши його політику та економіку. Цей період відзначався великою кількістю війн (Савоя розширила свою територію, завдавши поразок герцогствам Монферрат та Салуццо), реформ та едиктів, а також деякими контроверсійними подіями. У 1418 згасла династія, що володіла П'ємонтом, і  Амадей VIII приєднав П'ємонт до Савої. В серпні 1424 року П'ємонтське князівство було виділено в окрему адміністративну одиницю, правління якою надавалося першій дитині в родині, як почесний титул. Крім цього він придбав Верчеллі.
У 1434 Амадей VIII відмовився від престолу, прийняв чернецтво та став пустельником в замку Ріпай (фр. Château de Ripaille). У цей період Амадей VIII заснував Орден Святих Маврикія та Лазаря. У 1439 році Базельський собор обрав його на папою (антипапою) під ім'ям Фелікса V і він обіймав цю посаду десять років до свого зречення.
Перший син Амадея VIII, також Амадей, передчасно помер в 1431 р., за ним ішов другий син, Людовик I. Його нащадком, зі свого боку, став надзвичайно побожний Амадей IX, який віддав практично всю владу своїй дружині Йоланті Валуа, сестрі французького короля Людовика XI, таким чином фактично передавши управління Савоєю Франції.
Економіка країни в цей час перебувала в занепаді у зв'язку з війнами та невмілим керуванням Йоланти. Після Йоланти та Амадея Савоєю керував їхній син Філібер, який помер у віці 17 років, після чого трон успадкував його молодший брат Карл.

### XVI століття
Починаючи з 1515 року, П'ємонт було окуповано, а Франциск I вичікував на слушну нагоду, аби повністю анексувати герцогство. 1536 року за його наказом розпочалося вторгнення. Карло III, який був на той час герцогом Савої, запізно усвідомив свою слабкість, та намагався захистити Турин, який, проте, було захоплено 3 квітня 1536 року. Карло III сховався у Верчеллі й намагався продовжувати боротьбу звідти, проте безуспішно.
Його наступником став Еммануїл Філібер, якому вдалося покласти край окупації, що тривала понад 20 років, підписавши в 1559 році Като-Камбрезьку мирну угоду з якою було відновлено повну автономію герцогства.
Втративши довіру до Франції, столицю герцогства було перенесено до Турину. Емануїл Філібер набув значного військового досвіду у Фландрії, отримавши перемогу у битві при Сент-Кантені (фр. Saint-Quentin). Фактично, Емануїл Філібер став засновником регулярної савойської армії, яка складалася не з найманців, а зі спеціально тренованих п'ємонтійців.
Його син, Карл Емануїл I, розширив територію герцогства за рахунок Монферрато та Салуццо, відповідно до укладеного в 1601 році договору в Ліоні. Хоча більшість війн під його проводом закінчилися поразками, він відомий як «Карл Великий» завдяки своїй освіченості, поетичному талантові та вдалим реформам. Йому вдалося зберегти герцогство під час важкої кризи та загроз з боку європейських держав, заручившись підтримкою Габсбургів.

### XVII століття. Велике герцогство Савойське
Протягом XVII століття посилився вплив Франції на Савою — двір, який схилявся до Іспанії під час правління Карла Емануїла I, проводив профранцузьку політику за його трьох наступників. Віктор Амадей I одружився з Крістіною Марією Бурбон. Його наступником став малолітній Франциск Гіацинт, а потім, після його смерті у віці 6 років у 1638 р. — Карл Емануїл II, якому на той час було 4 роки. В обох випадках регентом була їхня мати, Крістіна Марія, яка фактично перетворила Савою на французького сателіта. Принц Мауріціо та його молодший брат принц Томазо Франциск (обидва — молодші брати Віктора Амадея I) сформували опозиційну партію за підтримки Габсбургів. Протистояння між партіями призвело до громадянської війни, яка спалахнула в 1639 році. Турин був взятий в облогу та захоплений військами принців 27 червня 1639 р. 1642 року було підписано мирну угоду, яка, хоча й покращила загальну ситуацію в державі, проте незначно, оскільки Савої довелося брати участь у франко-іспанській війні на боці Франції.
Першим кроком до поліпшення ситуації та базою для реформ, проведених його наступником, стало правління Карла Емануїла II. Основними досягненнями стало створення міліції в Савої та системи громадських шкіл в 1661 р. Карл Емануїл II був дуже освіченою людиною та брав за взірець у своїх справах Людовика XIV.
У 1696 році Савойське герцогство стало Великим герцогством Савойським, коли його герцог був підвищений до статутсу великого герцога наказом імператора. Цей титул був необхідним хабаром, щоб Савоя приєдналась до решти імперських держав під час Дев'ятирічної війни проти Франції.

### XVIII–XIX століття, від герцогства до королівства

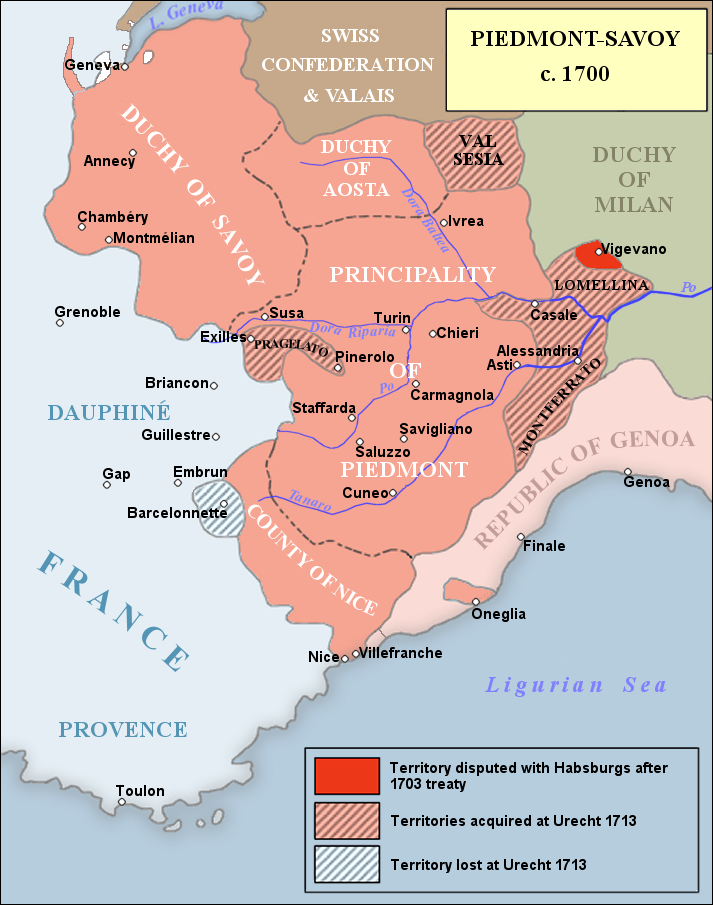
Землі Савойського дому в 1700 році

у перші роки правління Віктора Амадея II регентом була його мати, уроджена француженка Марія-Джоанна Савойська, яка намагалася об'єднати Савою з Португалією, таким чином наражаючи на небезпеку саме існування герцогства. Початок самостійного правління Віктора Амадея II призвів до значного погіршення стосунків із Францією, яка вторглася в Савою. Савойцям вдалося завдати поразки французам у битві при Кунео, проте вони зазнали нищівних поразок у битвах при Стаффарді та Марсальї.
Під час Війни за іспанську спадщину Савоя спочатку воювала на боці Людовика XIV. Рішення змінити сторони призвело до нового французького вторгнення під орудою маркіза де Фуяда (фр. Fouillade). Він завдав поразки савойцям і почав облогу Турину, яка, проте, була знята військами під орудою Євгенія Савойського. Владу Віктора Амадея II було відновлено. Унаслідок Утрехтського миру до Савої було приєднано Сицилійське королівство, а Віктор Амадей отримав титул короля. 1720 року він був змушений обміняти Сицилію на Сардинське королівство. Щоб зберегти королівський титул, нова держава Савойського дому також отримала назву Сардинське королівство, хоча усі її головні політичні інститути залишались на території Савої та П'ємонту.
Після Французької революції Савою було окуповано французькою армією в період з 1792 по 1815 роки. Згідно з умовами Віденського конгресу, Савою було відновлено як незалежну державу.
1860 року, згідно з умовами Туринської угоди, Савойське герцогство було анексовано Францією. Останній герцог, Віктор-Емануїл II, став королем Італії.